# Везувий (пароход, 1820)
«Везувий» — колёсный пароход Черноморского флота Российской империи, первый пароход Черноморского флота.

## Описание парохода
Колёсный пароход с деревянным корпусом, водоизмещением 260 тонн. Был построен из дубового и частично соснового леса. Длина парохода составляла 28,7 метров, ширина — 6,1 метра, осадка по сведениям из различных источников составляла от 1,98 до 2 метров. На пароходе был установлен один медный паровой котёл и две паровых машины завода Берда обшей мощностью 32 номинальные л. с. Скорость парохода достигала 6 узлов.

## История
Пароход был заложен на стапеле в Николаевского адмиралтейства 13 (25) декабря 1819 года и после спуска на воду 24 мая (5 июня) 1820 года вошел в состав Черноморского флота России, став первым российским пароходом на Чёрном море. Строительство вёл корабельный инженер А. И. Мелихов.
Название «Везувий» пароход получил 27 января (8 февраля) 1824 года. Во время несения службы использовался для буксировки и грузоперевозок между Херсоном и Николаевом.
По окончании службы в 1830 году пароход был разобран, при этом паровые машины были установлены на новый пароход «Везувий», спущенный на воду в Николаеве 19 ноября (1 декабря) 1830 года.